# Monobattami

Aztreonam (il quadrato è il beta-lattame. Vi è un secondo anello di tiazolo, ma non è fuso nell'anello beta-lattame).

I monobattami sono antibiotici β-lattamici a spettro ristretto attivi soltanto contro batteri Gram-negativi aerobi (ad esempio Neisseria, Pseudomonas).
Sono caratterizzati per avere un unico anello β-lattamico non fuso con un altro anello a differenza di molti altri β-lattamici, che hanno almeno due anelli.
L'unico antibiotico monobattamico disponibile in commercio è l'aztreonam. Altri esempi di monobattami sono tigemonam, nocardicin A e tabtoxin.
Il vantaggio degli antibiotici a spettro ristretto è l'assenza di distruzione della normale flora protettiva del paziente. 
Gli effetti negativi dei monobattami possono includere eruzioni cutanee e occasionali anormali funzionalità epatiche. 
Non hanno reazioni di cross-ipersensibilità con la penicillina, pertanto possono essere un'alternativa per pazienti allergici a penicilline e cefalosporine.